# Свиноуйсьценский портовый батальон Войск охраны пограничья
Свиноуйсьценский портовый батальон Войск охраны пограничья или Свиноуйсьценский портовый батальон ВОП (пол. Batalion Portowy WOP Świnoujście), он же Пограничный батальон Поморской бригады ВОП в Свиноуйсьце (пол. Batalion Graniczny Pomorskiej Brygady WOP w Świnoujściu), по документам в/ч 1778 (пол. JW 1778) — подразделение Войск охраны пограничья Польской Народной Республики, занимавшееся охраной морских границ страны.

## История
Приказом Министерства государственной безопасности ПНР от 10 апреля 1952 года № 024/WW в составе 12-й бригады ВОП был сформирован Портовый батальон ВОП в Свиноуйцсьце (пол. Batalion portowy WOP w Świnoujściu), получивший номер войсковой части 1778 (JW 1778).
В 1954 году в его составе присутствовали 6-я портовая пограничная застава Свиноуйсьце (пол. Świnoujście), 7-я портовая пограничная застава Варшув (пол. Warszów) и 8-я портовая пограничная застава Карсибуж (пол. Karsibórz). В соответствии с приказом DWW № 07 от 24 марта 1957 года по штату № 352/39 батальон получил название 125-й батальон ВОП (пол. 125 batalion WOP), взяв его у расформированного 125-го батальона ВОП Мендзиздрое, а в 1959 году был переименован по штату 352/55 в Свиноуйсьценский портовый батальон ВОП (пол. Batalion Portowy WOP Świnoujście)
Организационным приказом Командования ВОП № 40/WOP от 27 апреля 1965 года батальон был расформирован, а подчинявшиеся ему пограничные заставы Дзивнув, Мендзыздрое и Свиноуйсьце были переданы в прямое подчинение бригаде.
В соответствии с распоряжением начальника Генерального штаба № 013/org от 15 января 1968 года он был воссоздан как Свиноуйсьценский прибрежный батальон ВОП (пол. batalion nadmorski WOP Świnoujście) по штату 33/12.
С 1976 года он был пограничным батальоном Поморской бригады ВОП по штату 44/053, а позже по штату 44/106.
На основании приказа Главнокомандующего Пограничной стражи № 012 от 7 мая 1991 года о роспуске подразделений Войск охраны пограничья и образовании организационных частей Пограничной стражи 16 мая 1991 года было принято распоряжение расформировать Пограничный батальон Поморской бригады ВОП в Свиноуйсьце, насчитывавший по штату № 44/0106 в военное время «W» 1333 солдата и 14 гражданских служащих, в мирное время «P» — 666 солдат и 10 гражданских служащих.

## Структура
Состав на 21 декабря 1959 года:
- 1-я пограничная застава ВОП IV категории Виселка (пол. Wisełka)
- 2-я пограничная застава ВОП III категории Мендзыздрое (пол. Międzyzdroje)
- 3-я портовая пограничная застава ВОП III категории Свиноуйсьце (пол. Świnoujście port)
- 4-я пограничная застава на побережье ВОП IV категории Свиноуйсьце (пол. Świnoujście wybrzeże)
- 5-я сухопутная пограничная застава ВОП I категории Свиноуйсьце (пол. Świnoujście lądowa)
- 6-я пограничная застава ВОП III категории Выджаны (пол. Wydrzany)

В 1968 году в составе Свиноуйсьценского прибрежного батальона ВОП были:
- 1-я прибрежная пограничная застава ВОП III категории Дзивнув[пол.]
  - Пункт упрощённого прохода рыболовецких судов Мендзыводзе
- Учебная пограничная застава Виселка
- 2-я прибрежная пограничная застава ВОП III категории Мендзыздрое[пол.]
  - Пункт упрощённого прохода рыболовецких судов Виселка
  - Пункт упрощённого прохода рыболовецких судов Мендзыздрое
- 3-я портовая пограничная застава ВОП Свиноуйсьце
- 4-я техническая пограничная застава ВОП I категории Свиноуйсьце
  - Пункт упрощённого пересечения границы Свиноуйсьце

## Командиры батальона
- капитан Тадеуш Сюды (до 9 августа 1955)[6]
- полковник Эдвард Шчепаняк[7] (октябрь 1986 – январь 1991)[8]